# جامعة أولوداغ
جامعة أولوداغ (بالتركية: Uludağ Üniversitesi)‏ هي جامعة عامة (حكومية) تقع في مدينة بورصا، بتركيا. تتركز عملية البحوث والتعليم التي تقوم بها الجامعة على الطب والهندسة والعلوم الطبيعية والفنية.
اسم الجامعة مأخوذ من اسم جبل أولوداغ الشهير (أو «الجبل العظيم») القريب من مدينة بورصا.

## تنظيم الجامعة
تضم الجامعة 11 كلية، 1 مدرسة على مستوى البكالوريوس، و12 مدرسة مهنية، المعهد الموسيقي، 3 معاهد، 11 مركز بحوث و6 إدارات تحت الرئاسة. في العام الدراسي 2007-2008، كان عدد الطلااب المسجلين بالجامعة 44048 طالباً.

## وصلات خارجية
- الموقع الرسمي للجامعة (باللغة الإنجليزية)

## معرض الصور

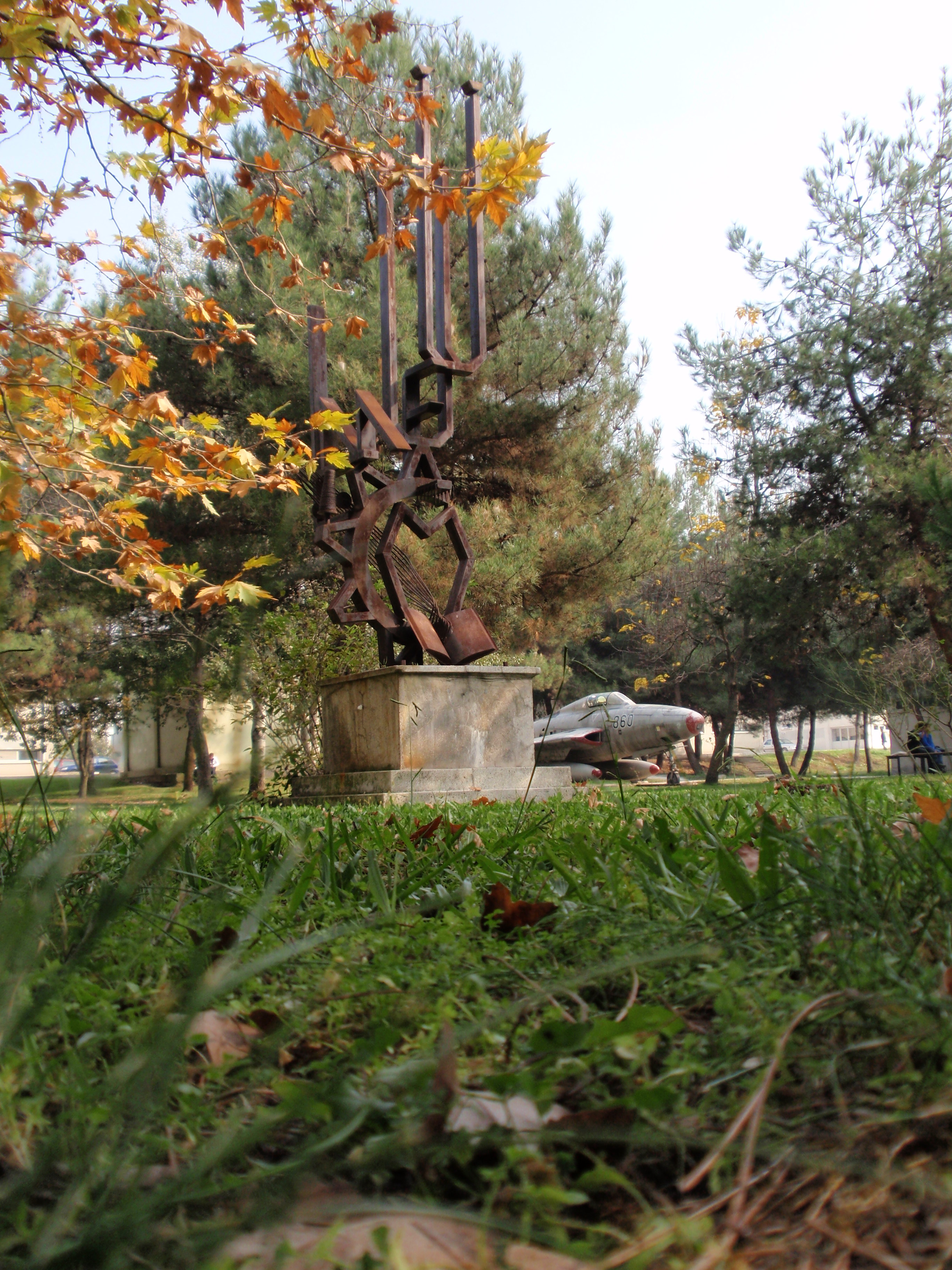
كلية الهندسة والعمارة.
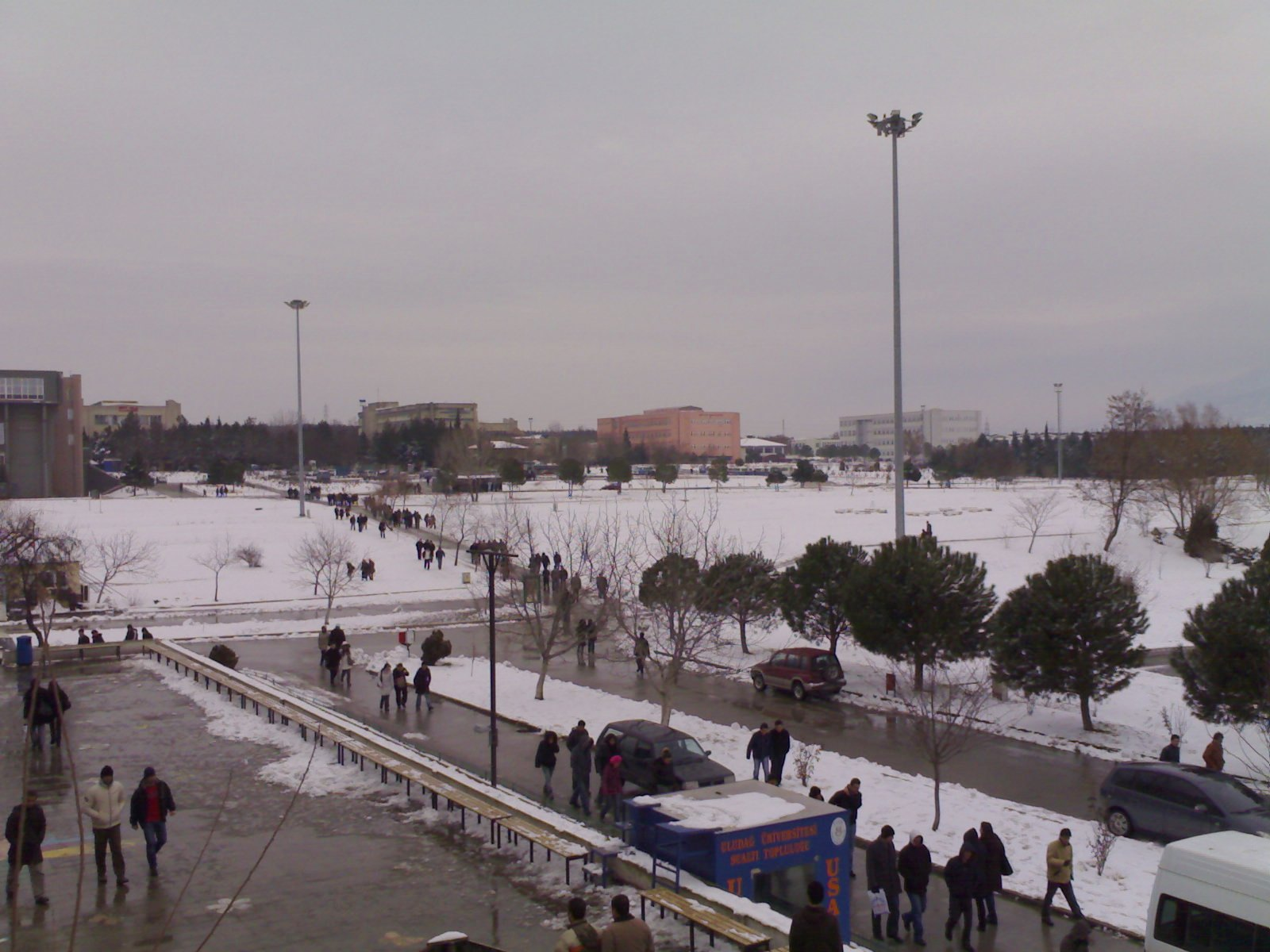
جامعة أولوداغ في فصل الشتاء.
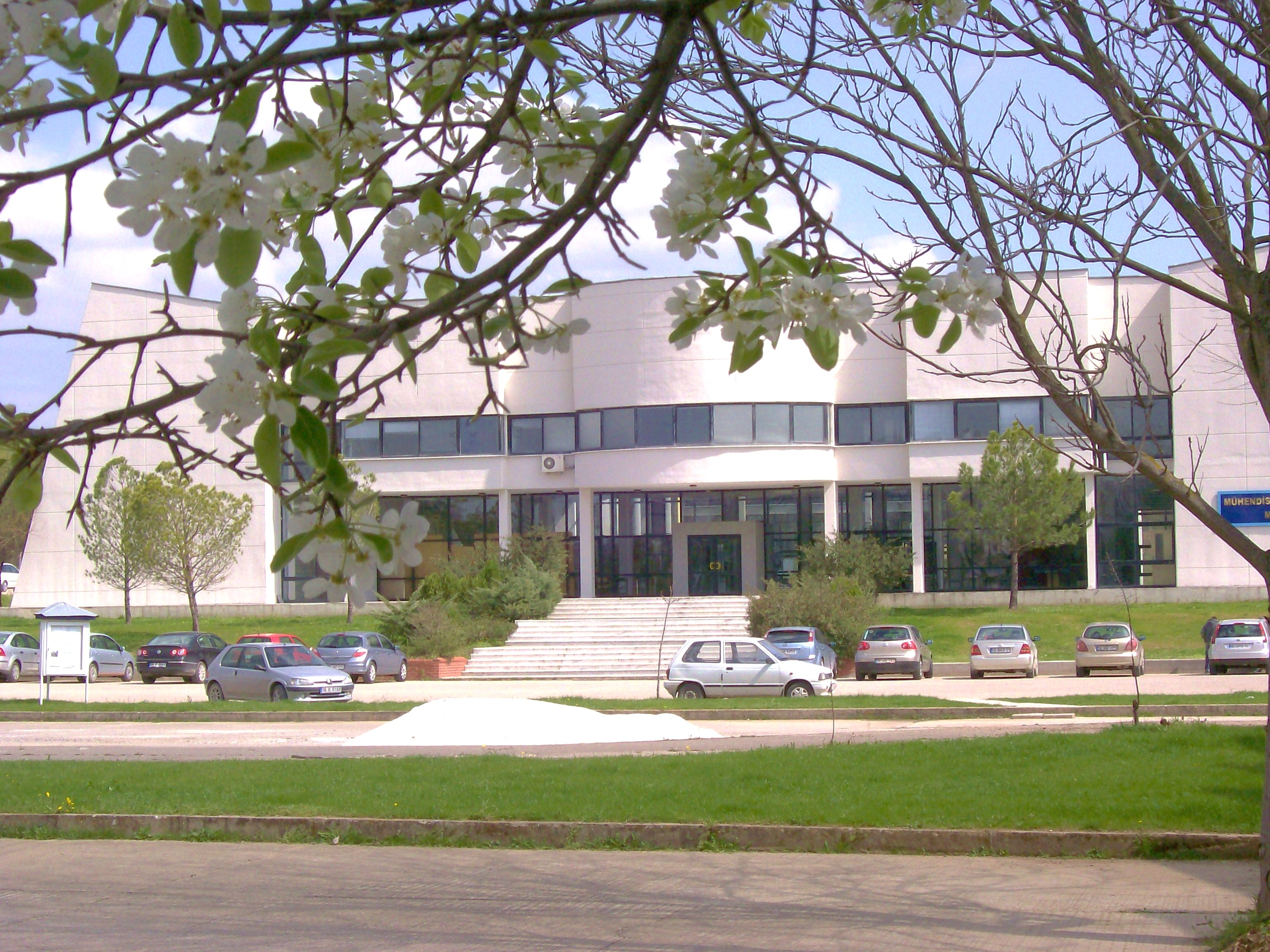
كلية العمارة.
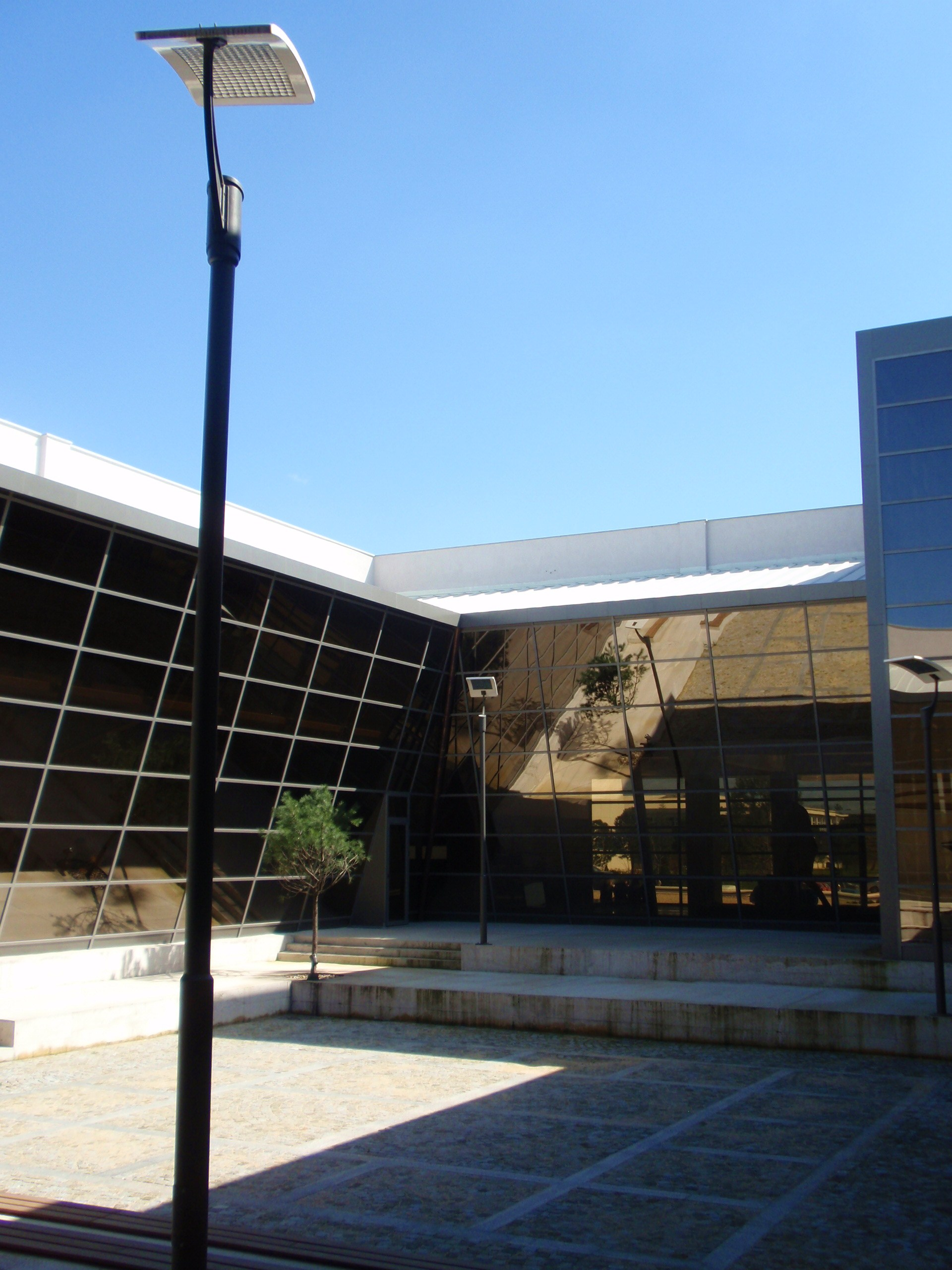
مبنى اضافي لقسم الهندسة الميكانيكية.
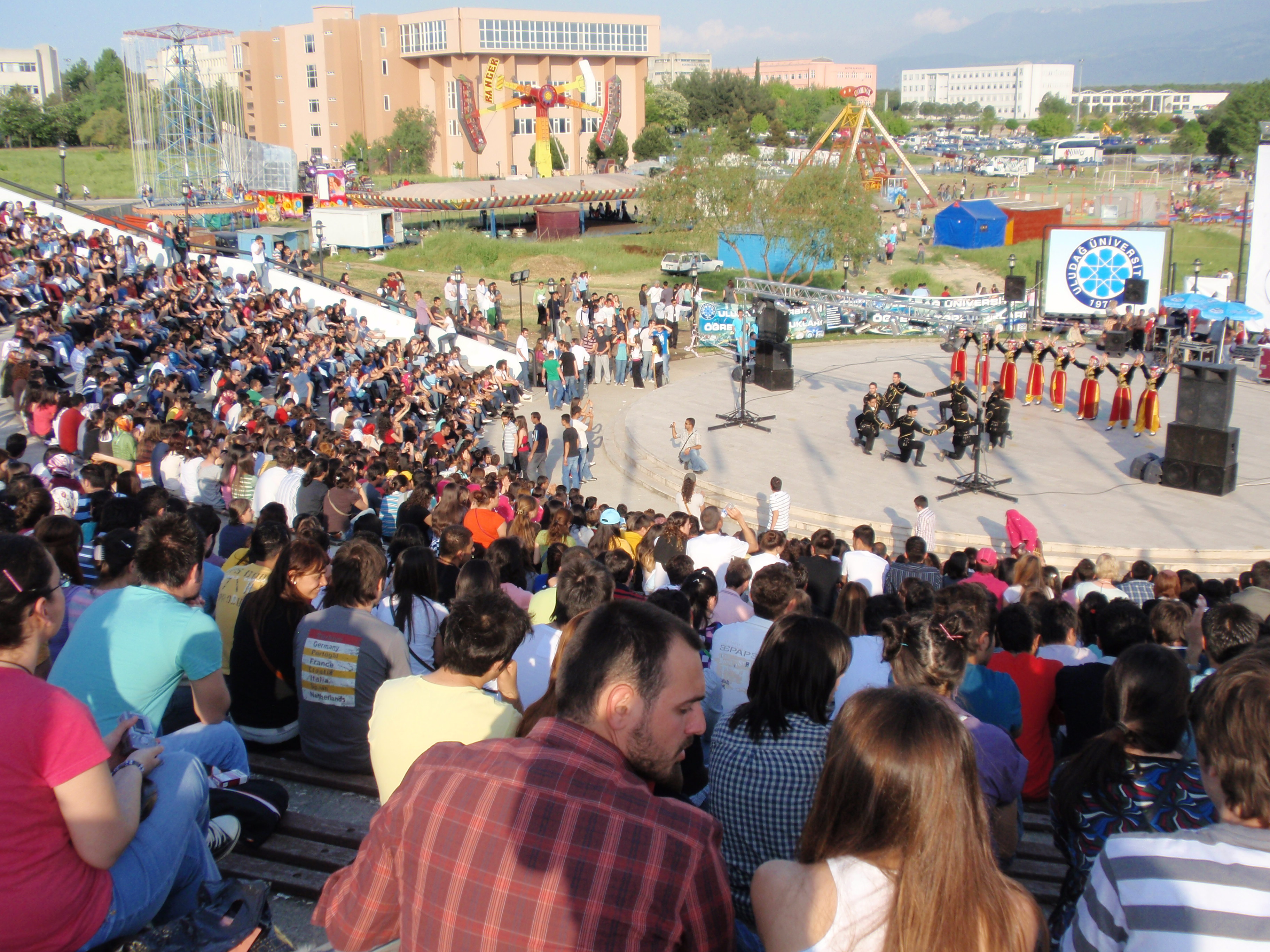
احتفال عام 2009.
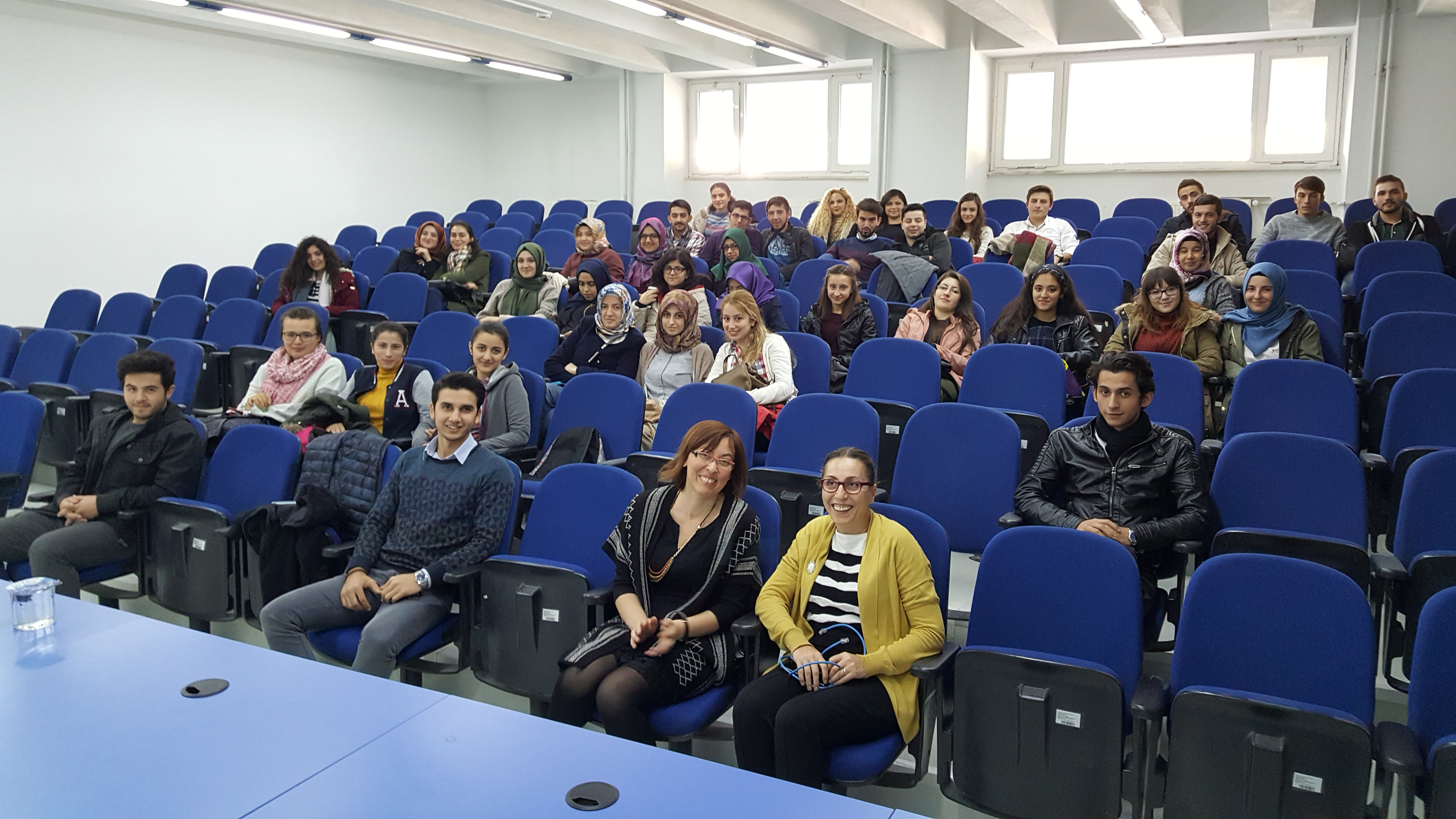
ندوة لتقنيات الحاسوب عام 2016.
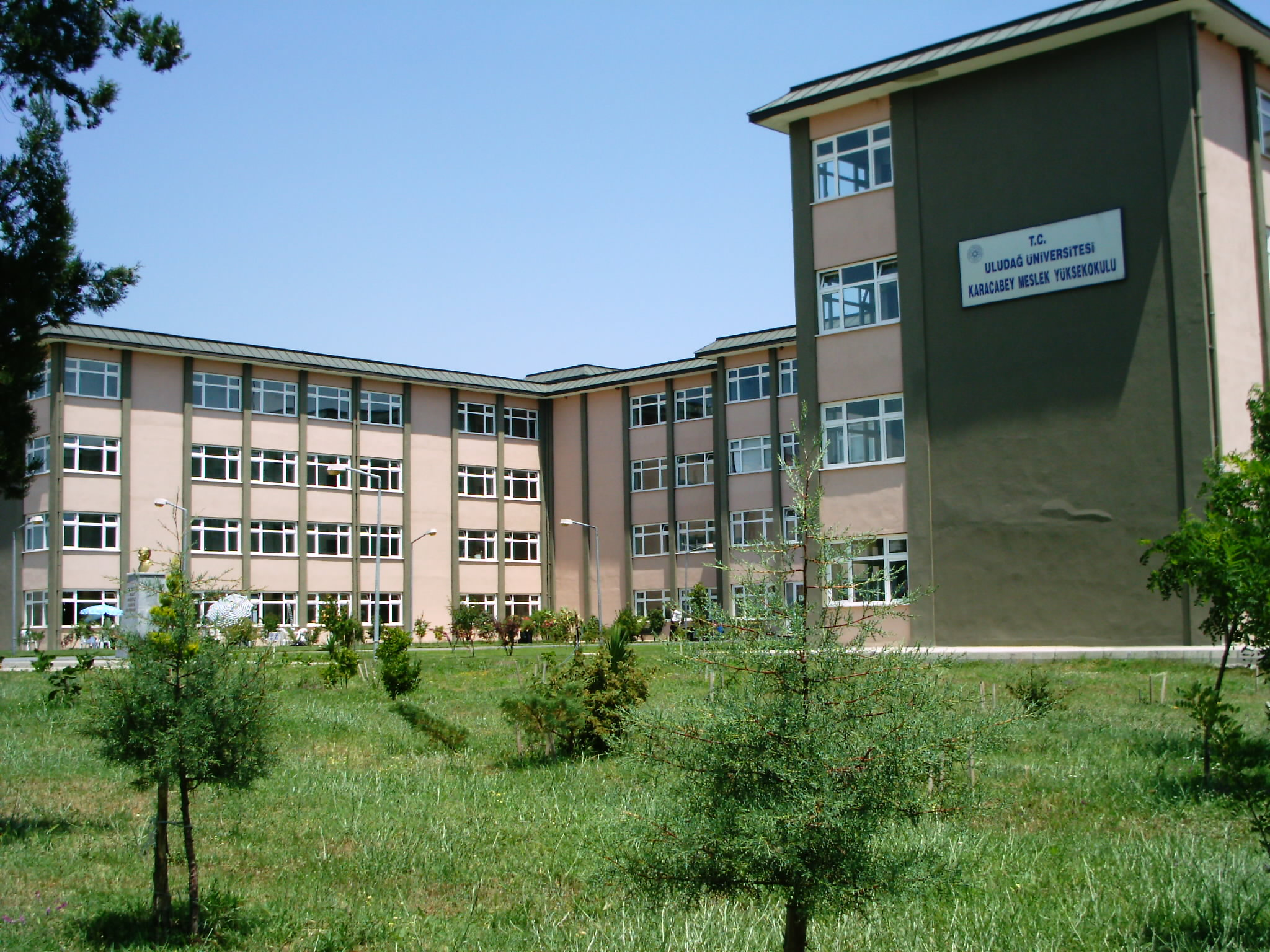
صورة من عام 2008.